# Karl Reinhold (Maler)
Karl Reinhold (* 1. Februar 1820 in Wien; † 20. Januar 1887 in Altaussee) war ein österreichischer Maler und Lithograph.
Karl Reinhold war Sohn des Malers, Radierers und Lithographen Friedrich Philipp Reinhold (1779–1840), Bruder der Maler Franz Xaver Reinhold (1816–1893) und Friedrich Reinhold (1814–1884).
Karl Reinhold studierte 1838 bis 1840 an der Wiener Kunstakademie bei Leopold Kupelwieser (1796–1862) und Sebastian Wegmayr (1776–1857). Nach dem Studium beschäftigte er sich mit der Porträt- und Landschaftsmalerei, schuf auch Lithographien. Ab 1850 wohnte er als Postmeister in Altaussee und beschäftigte sich seitdem mit der Malerei nur als Liebhaber.